# Кастель-Ритальді
Кастель-Ритальді (італ. Castel Ritaldi) — муніципалітет в Італії, у регіоні Умбрія,  провінція Перуджа.
Кастель-Ритальді розташований на відстані близько 105 км на північ від Рима, 40 км на південний схід від Перуджі.
Населення — 3299 осіб (2014).
Щорічний фестиваль відбувається неділі successiva al 15 серпня. Покровитель — Santa Marina.

## Демографія
Населення за роками:

Станом на 1 січня 2023 року в муніципалітеті офіційно проживало 246 іноземців з 34 країн, серед них 73 громадяни країн Євросоюзу та 11 громадян України.

## Сусідні муніципалітети
- Джано-делл'Умбрія
- Монтефалько
- Сполето
- Треві